# Conters im Prättigau
Conters im Prättigau (gsw. Cuntersch, rm. Cunter en il Partenz) – miejscowość i gmina w południowo-wschodniej Szwajcarii, w kantonie Gryzonia, w regionie Prättigau/Davos.

## Demografia
W Conters im Prättigau mieszka 220 osób. W 2020 roku 5,5% populacji gminy stanowiły osoby urodzone poza Szwajcarią. 